# 2016년 하계 올림픽 싱크로나이즈
2016년 하계 올림픽 싱크로나이즈, 즉 2016년 리우데자네이루 하계 올림픽 싱크로나이즈 경기는 8월 15일부터 20일까지 마리아 렌크 아쿠아틱 센터에서 열렸다. 총 104명의 선수가 두 개의 메달 종목, 즉 여자 듀엣과 여자 단체에 참가했다.

## 참여 국가
- 아르헨티나 (2)
- 오스트레일리아 (9)
- 오스트리아 (2)
- 벨라루스 (2)
- 브라질 (9)
- 캐나다 (2)
- 중화인민공화국 (9)
- 콜롬비아 (2)
- 체코 (2)
- 이집트 (9)
- 프랑스 (2)
- 영국 (2)
- 그리스 (2)
- 이스라엘 (2)
- 이탈리아 (9)
- 일본 (9)
- 카자흐스탄 (2)
- 멕시코 (2)
- 러시아 (9)
- 슬로바키아 (2)
- 스페인 (2)
- 스위스 (2)
- 미국 (2)
- 우크라이나 (9)